# Susanne Simpson
Susanne Simpson (* im 20. Jahrhundert) ist eine Film- und Fernsehproduzentin.

## Leben
Simpson studierte an der University of Michigan mit dem Ziel, Anwältin zu werden. Sie zog dann nach Boston, wo sie in der unabhängigen Filmindustrie tätig wurde und die Dokumentation Eight Minutes to Midnight: A Portrait of Dr. Helen Caldicott produzierte. Hierfür war sie bei der Oscarverleihung 1982 gemeinsam mit ihren Freunden Mary Benjamin und Boyd Estus für den Oscar in der Kategorie Bester Dokumentarfilm nominiert. Eine zweite Oscar-Nominierung folgte bei der Oscarverleihung 1997 für Special Effects: Anything Can Happen in der Kategorie Bester Dokumentar-Kurzfilm, gemeinsam mit Ben Burtt.
In der Folge wandte sie sich vor allem der Produktion von Film- und Fernsehdokumentationen zu. Hier arbeitet sie für das Public Broadcasting Service und dem damit verbundenen WGBH/Boston. Sie ist durchaus auch an fiktiven Stoffen beteiligt.
Im Dezember 2019 übernahm Simpson die Leitung von Masterpiece PBS.